# Henry Chesbrough
Henry Chesbrough professor vid Haas School of Business University of California, Berkley skapade teorin och myntade begreppet öppen innovation. Han är också författare till flera böcker inom ämnet.

## Fotnoter
1. ↑  Mathematics Genealogy Project.[källa från Wikidata]
2. ↑  läs online, www.uhasselt.be .[källa från Wikidata]
3. ↑  Norton, Rob. ”The Thought Leader Interview: Henry Chesbrough”. http://www.strategy-business.com/article/11210?pg=0. Läst 5 oktober 2011.
4. ↑  ”Faculty and Executive Leadership Directory”. Arkiverad från originalet den 14 september 2011. https://web.archive.org/web/20110914184111/http://www2.haas.berkeley.edu/Faculty/Chesbrough_Henry.aspx. Läst 5 oktober 2011.
5. ↑  Morris, Bob. ”Henry Chesbrough, First Interview: By Bob Morris”. http://bobmorris.biz/henry-chesbrough-first-interview-by-bob-morris. Läst 5 oktober 2011.